# Hiss
"Hiss" é uma música da rapper americana Megan Thee Stallion, do seu próximo terceiro álbum de estúdio. Foi lançada de forma independente pela Hot Girl Productions em 26 de janeiro de 2024, como o segundo single do álbum.
A música foi recebida com aclamação pela crítica, com elogios para as letras incisivas e o flow de rap de Megan Thee Stallion, e atraiu cobertura midiática devido às várias artistas que ela criticou na música. A música estreou em primeiro lugar na parada Billboard Hot 100, o que marcou seu terceiro single número um, bem como seu primeiro como artista solo. Também estreou em primeiro lugar no Billboard Global 200, onde se tornou seu segundo single número um, e fez de Megan Thee Stallion a primeira rapper feminina principal a estrear no topo da parada. A canção alcançou o top vinte no Canadá e na Grécia, e o top quarenta na Irlanda e no Reino Unido.

## Antecedentes
Após sair da 1501 Certified Entertainment, Megan Thee Stallion fundou sua gravadora independente, Hot Girl Productions, e anunciou seu próximo terceiro álbum de estúdio com o single "Cobra". Ela postou um trecho da introdução dias antes do lançamento.

## Composição
"Hiss" foi escrito por Thee Stallion em parceria com seus colaboradores de longa data Joel Banks e Shawn "Source" Jarrett, que produziram a música junto com LilJuMadeDaBeat, Bankroll Got It e Derrick Milano.

### Letra
As publicações relataram que a letra de "Hiss" aborda diferentes críticas a vários artistas que anteriormente se manifestaram negativamente contra Megan. No verso de abertura, Megan rima "Me sinto como Mariah Carey, deixando esses caras obcecados/Minha vagina é tão famosa, talvez seja gerenciada por Kris Jenner no futuro", fazendo referência à cantora americana Mariah Carey e seu single de 2009 "Obsessed". Mais tarde, ela faz alusão ao seu incidente de tiroteio em 2020 por Tory Lanez e ao subsequente julgamento, que resultou na condenação de Lanez e sua sentença a dez anos de prisão. Ela fala sobre a situação nas linhas: "Não tenho medo de cavar/Qualquer homem que se oponha a mim, eu resolvo isso/Sou a 'Dona Teflon' na sala do tribunal/Eles jogam aquela sujeira, nada gruda." Em relação aos fãs que defendem Tory Lanez, Megan sugere que eles baixem o JPay, um serviço de transferência de dinheiro para o sistema prisional dos Estados Unidos, para enviar algum dinheiro ou até mesmo agendar uma "visita conjugal", dada toda a "adoração de pênis".
Megan Thee Stallion continua abordando o rapper canadense Drake, que a criticou anteriormente em sua música "Circo Loco" (2022). Ela rima: "Esses caras odeiam as BBLs e andam por aí com as mesmas cicatrizes/Realmente curvilínea, sem truques, caras brigam para entrar na minha área/Não fale sobre minha contagem de corpos se o pau não valer a pena voltar para segundos/Cosplay de gângsteres, sotaques falsos pra caramba". Essas linhas foram interpretadas por publicações e fãs como críticas a Drake sobre suas cicatrizes serem resultado de uma cirurgia abdominal rumores, afirmações feitas anteriormente por Joe Budden e DJ Carnage. Megan também alega na música que seu ex Pardison Fontaine não consegue seguir em frente e precisa continuar falando sobre ela para se manter relevante com as linhas "Ele não consegue seguir em frente, não pode deixar pra lá, está viciado, nariz cheio de Tina Snow/E já que os caras precisam da ajuda de Megan para ganhar dinheiro, vadia, venha ser minha".
Megan Thee Stallion continua rimando a linha de que as pessoas "não ficam bravas com a Megan", mas que estão "bravas com a Lei de Megan". A Lei de Megan é o nome de uma lei federal que exige que criminosos sexuais registrados forneçam suas informações pessoais às agências policiais locais. As rimas foram interpretadas como uma crítica à rapper Nicki Minaj por críticos, fãs e pela própria Minaj, devido ao fato de ela ser casada com Kenneth Petty, que é um criminoso sexual registrado.

## Recepção

### Crítica
Chris Malone Méndez, da Forbes, considerou a música "uma reviravolta lírica completa de 180° em relação à mais honesta "Cobra" e que "um tema de cobra parece ter sido a escolha certa para o próximo capítulo de Megan". Liberty Dunworth, da NME, enfatizou que a rapper "demonstra sua confiança e habilidade em não dar atenção a quem tenta derrubá-la" com seu flow, seguindo o "tema de cobras em sua música". Eddie Fu, da Consequence, também afirmou que "Megan responde com letras venenosas atacando os maiores nomes que a chamaram de mentirosa".
Paul K. Barnes, do Medium, escreveu que "teclas sombrias carregam a melodia da música, emparelhadas com tambores skittering", onde as letras expressam o alter ego rapper de Megan, Tina Snow, com "uma entrega agressiva e várias mudanças de fluxo".

### Nicki Minaj
A rapper Nicki Minaj se ofendeu com a linha "Essas vadias não ficam bravas com a Megan, essas vadias ficam bravas com a Lei de Megan", acreditando que era direcionada a ela e seu marido, o criminoso sexual registrado Kenneth Petty. Em 2021, Petty foi condenado a um ano de prisão domiciliar, além de liberdade condicional e uma multa de $55.000 por não se registrar como criminoso sexual na Califórnia. Minaj quase imediatamente foi ao Instagram Live para apresentar sua própria música, uma diss track direcionada a Megan, rimando "Bad bitch, ela tem tipo 1,83 m, eu a chamo de "pé-grande", a vadia caiu, eu disse levante-se com o pé bom", referindo-se ao incidente de 2020 em que Tory Lanez atirou em Megan. No live, Minaj criticou Megan, dizendo "Você tem três Grammys e precisa aprender a rimar no ritmo e se sentir confortável na música", antes de zombar do seu flow de rap. Minaj também curtiu centenas de tweets de fãs falando negativamente sobre Megan, muitos dos quais zombavam dela pelo incidente do tiro. Megan postou uma história no Instagram onde estava dobrada com a mão esquerda na boca, aparentemente rindo da resposta de Minaj.
Nos dias seguintes ao lançamento da música, Minaj continuou a falar sobre Megan no Instagram Live e no Twitter, e continuou a curtir tweets que falavam negativamente de Megan. Em um post de 3.100 caracteres no Twitter, Minaj afirmou que não "aprova o bullying" antes de chamar Megan de "atriz horrível que não consegue chorar quando quer" e "uma mentirosa patológica e manipuladora". No mesmo post, Minaj se vangloriou de seu próprio sucesso, listando vários elogios ao seu quinto álbum de estúdio Pink Friday 2 (2023) e comparando o sucesso de sua música "Barbie World" para Barbie (2023) à música de Megan "Hell No!" para A Cor Púrpura. Ela continuou acusando Megan de ganhar "prêmios fraudulentos", aparentemente referindo-se aos seus Grammy Awards, dos quais Megan tem três e Minaj nenhum, e a descreveu repetidamente como um "fracasso". Minaj também acusou Megan de usar escritores fantasmas para seus raps e afirmou ser uma "senhorita rica e elegante", culpando sua diatribe em seu alter ego musical, Roman.
Minaj defendeu seu marido Kenneth Petty no Instagram Live e rotulou o estupro pelo qual ele foi condenado como "fofoca de 30 anos atrás, quando esse homem era uma criança de 15 anos". Ela também abordou Megan com as palavras "Você está trazendo fofocas de 30 anos atrás porque nenhum homem vai te amar, e mentindo sobre sua mãe morta", referindo-se à mãe de Megan, que morreu de câncer cerebral em março de 2019. Na Stationhead, um aplicativo de rádio, ela continuou a falar sobre a mãe de Megan, assim como seu atirador Tory Lanez e ex-colaborador DaBaby: "Você deixa todos serem jogados debaixo do ônibus. Você deixa DaBaby ser jogado debaixo do ônibus, Tory, seu melhor amigo, sua mãe... Você melhor conjurar sua mãe e pedir desculpas. Isso é nojento." No Twitter, ela chamou Megan de "serpente nojenta" e compartilhou a letra "Lei da Megan. Para uma batida grátis, você pode acessar #Meganraw". A revista sensacionalista TMZ alegou que alguns Barbz, a base de fãs de Minaj, vazaram a localização do local de sepultamento da mãe de Megan nas redes sociais. Como resultado, o cemitério notificou as autoridades locais e aumentou o número de pessoal de segurança em suas instalações.
Dois dias após o lançamento da música, Minaj anunciou o lançamento da faixa "Big Foot", postando a capa do single ao lado de uma foto de Megan Thee Stallion chorando. No entanto, Minaj afirmou que a música não é uma diss track. Algumas horas antes do lançamento de "Big Foot", Minaj revelou que sua equipe estava esperando o produtor Lil Juju "liberar a batida que eu tenho há 6 anos". Minaj sugeriu então que Megan tentou evitar o lançamento da diss track, apesar de ela não ter "ouvido a música sequer". Minaj tuitou: "Está pronta há 2 dias. Só estava tentando ser legal e deixá-la ganhar alguns streams. Não ia dizer nada. Mas lembre como todo mundo manteve meu nome na boca e como eu disse que a próxima pessoa que mencionar minha família vai se arrepender. Aliás, nem ouviram a música. Quem disse que é até uma 'diss'?". A música foi adiada por mais seis horas antes de ser lançada em 29 de janeiro. O single recebeu críticas negativas tanto de fãs quanto de críticos, que sentiram que as letras foram de mau gosto, especialmente aquelas zombando da morte da mãe de Megan. No quinto dia da contínua "intensa fixação" de Minaj com Megan após "Hiss", como a Rolling Stone rotulou, ela especulou no Twitter Spaces que a empresa de gerenciamento de Megan, Roc Nation, havia iniciado uma campanha difamatória contra ela. Minaj acusou Megan de buscar simpatia ao se apresentar como vítima de violência para impulsionar sua carreira, dizendo: "Ela queria um momento à la Rihanna tão desesperadamente", fazendo alusão ao episódio de agressão de Chris Brown contra Rihanna em 2009.

### Família Kanka
A revista sensacionalista TMZ relatou que Richard Kanka, pai da falecida Megan Kanka, em homenagem à qual a Lei da Megan recebeu o nome, achou desrespeitosa a utilização do nome da lei na música "Hiss". Kanka admitiu não ter ouvido a faixa e apenas lido as letras, e supostamente não queria que o nome de sua filha fosse mencionado em uma "música repleta de palavrões" e está considerando buscar opções legais.

## Videoclipe
Um videoclipe oficial, dirigido por Douglas Bernardt, foi publicado em 26 de janeiro de 2024 no canal do YouTube da rapper. No vídeo, Megan rima sozinha, sem dançarinos de fundo ou extras. Ela transita entre vários cenários diferentes, como uma "instalação capilar", diante de telas diversas exibindo sua imagem. O videoclipe da música com tema de cobra acumulou mais de 2,1 milhões de visualizações em um dia, tornando-se o vídeo musical mais trending (em alta) no YouTube, enquanto a versão apenas com a letra alcançou 1,2 milhão de visualizações e chegou à terceira posição na lista de tendências da plataforma.

## Desempenho comercial
"Hiss" foi um sucesso comercial, alcançando o primeiro lugar na parada de singles da Apple Music nos Estados Unidos em apenas um dia após o seu lançamento. Além disso, também atingiu o primeiro lugar na parada global de singles da Apple Music, sendo sua segunda música solo a alcançar esse feito após "Body" (2020). Com "Hiss" e "Body", Megan Thee Stallion se tornou a primeira rapper feminina a ter múltiplas músicas solo atingindo o primeiro lugar na parada global. Vários dias após o seu lançamento, a música ocupou o primeiro lugar nas paradas diárias de streaming dos Estados Unidos no Spotify e na Apple Music, além de alcançar as posições dois e três no ranking do iTunes, com várias outras versões também figurando no top 25. Essa performance superou a música "Big Foot" de Minaj na maioria das métricas em tempo real.
"Hiss" estreou oficialmente no topo da parada musical da Billboard Hot 100 datada de 10 de fevereiro de 2024. Isso marcou a terceira música de Megan Thee Stallion a atingir o primeiro lugar na parada, após "Savage" (2020) com Beyoncé e "WAP" (2020) com Cardi B, e é a sua primeira música a alcançar o número um sem a colaboração de outro artista. Sua estreia foi impulsionada por fortes vendas e números de streaming, com 104.000 downloads digitais vendidos e 29,2 milhões de streams acumulados em sua primeira semana de disponibilidade, de 26 de janeiro a 1 de fevereiro, além de 2,9 milhões de impressões de audiência de airplay de rádio. Isso levou a música a estrear no topo das paradas Streaming Songs e Digital Song Sales da Billboard, tornando-se sua quarta música número um em ambas as paradas, depois de "Savage" e "WAP" em ambas, assim como "Body" (2020) na primeira e "Bongos" (2023) com Cardi B na última.
"Hiss" também estreou simultaneamente no topo das paradas Hot R&B/Hip-Hop Songs e Hot Rap Songs, conquistando sua terceira música número um, após "Savage" e "WAP". Forbes observou que o desempenho da música foi impulsionado pela disputa com Nicki Minaj e pelo lançamento de várias versões, embora tenha permanecido acima de "Big Foot" de Minaj nas paradas do Spotify e Apple Music ao longo da semana de rastreamento. A música também estreou em primeiro lugar no Billboard Global 200. Com "Hiss", Megan Thee Stallion se tornou a primeira rapper feminina em papel principal a estrear no topo da parada. Também marcou sua segunda música número um na parada após "WAP".

## Lista de faixas
- Download digital/Streaming[33]

1. "Hiss" (Explícito) – 3:12
2. "Hiss" (Limpo) – 3:12
3. "Hiss" (Chopped 'n Screwed; Explícito) – 4:26
4. "Hiss" (Chopped 'n Screwed; Limpo) – 4:26
5. "Hiss" (Instrumental) – 3:12
6. "Hiss" (Dj Edit, Explícito) – 2:55
7. "Hiss" (Dj Edit; Limpo) – 2:55

## Paradas musicais
| Parada (2024)                                    | Melhor posição |
| ------------------------------------------------ | -------------- |
| Austrália Hip Hop/R&B (ARIA)                     | 62             |
| Austrália New Music Singles (ARIA)               | 12             |
| Canadá (Canadian Hot 100)                        | 18             |
| Estados Unidos (Billboard Hot 100)               | 1              |
| Estados Unidos (Billboard Hot R&B/Hip-Hop Songs) | 1              |
| Estados Unidos (Billboard R&B/Hip-Hop Airplay)   | 40             |
| Global 200 (Billboard)                           | 1              |
| Grécia (IFPI)                                    | 19             |
| Irlanda (IRMA)                                   | 36             |
| Nigéria (TurnTable Top 100)                      | 54             |
| Nova Zelândia Hot Singles (RMNZ)                 | 2              |
| Países Baixos (Tipparade)                        | 18             |
| Portugal (AFP)                                   | 129            |
| Reino Unido Singles (OCC)                        | 31             |
| Reino Unido Hip Hop/R&B (OCC)                    | 9              |
| Reino Unido Independent (OCC)                    | 3              |

## Histórico de lançamento
| Região | Data                   | Formato                     | Versão                          | Gravadora    | Ref.   |
| ------ | ---------------------- | --------------------------- | ------------------------------- | ------------ | ------ |
| Várias | 26 de janeiro de 2024  | Download digital, streaming | Original                        | Hot Girl     | [ 47 ] |
| Itália | 30 de janeiro de 2024  | Rádio airplay               | Original                        | Warner Music | [ 48 ] |
| Várias | 31 de janeiro de 2024  | Download digital, streaming | Chopped 'n Screwed Instrumental | Hot Girl     | [ 49 ] |
| Várias | 1 de fevereiro de 2024 | Download digital, streaming | DJ Edit                         | Hot Girl     | [ 49 ] |